# Démophoon
Démophoon (ibland stavat Démophon) är en opera med musik av Luigi Cherubini, första gången framförd vid Académie Royale de Musique (Parisoperan) den 2 december 1788. Den är i form av en tragédie lyrique i tre akter. Librettot skrevs av  Jean-François Marmontel och bygger på Demofoonte av Metastasio. 

## Uppförandehistorik och mottagande
Démophoon var Cherubinis första franska opera efter sin flytt från London till Paris. Operan blev ingen succé och överskuggades snart av Johann Christoph Vogels Démophon, som hade premiär påföljande år. Musikforskaren Basil Deane skriver: "I efterhand är det lätt att se fiaskot var väntat. Marmontel baserade sitt franska libretto på Metastasio, men offrade sin föregångares direkta stil genom att bifoga en överflödig bihandling. Texten är diffus i sin struktur och språket är banalt." Den italienske Cherbini hade även svårt att tonsätta på franska och det förekommer åtskilliga exempel på felaktig betoning. Han var också endast delvis lyckosam i försöket att ändra sin musikstil från opera seria till en dito påverkad av Christoph Willibald Gluck, som just då var högsta modet i Frankrike.
Några senare kritiker har befunnits vara mer entusiastiska över musiken. Edward Joseph Dent skrev, "Cherubini åstadkom en fransk opera, Démophoon, som i sin tekniska skicklighet är ett mästerverk värdigt vad som helst av Mozart. Om något verk någonsin förtjänat epitetet 'klassiskt', så är det Démophoon."

## Personer
| Roller                                                                 | Stämma                    | Premiärbesättning                               |
| ---------------------------------------------------------------------- | ------------------------- | ----------------------------------------------- |
| Démophoon, Kung of Thrakien                                            | basse-taille (basbaryton) | Auguste-Athanase (Augustin) Chéron              |
| Osmide, Démophoons son                                                 | tenor                     | Étienne Lainez                                  |
| Néade, Démophoons andre son                                            | haute-contre              | J. Rousseau                                     |
| Ircile, prinsessa av Frygien                                           | sopran                    | Anne Chéron (född Cameroy, kallad "Mlle Dozon") |
| Astor, krigare i armén och vid Démophoons hov                          | tenor/baryton             | François Lays                                   |
| Dircé, Astors dotter, Osmides hustru                                   | sopran                    | Antoinette Saint-Huberty                        |
| Adraste, kapten för Démophoons livvakt                                 | tenor                     | Martin                                          |
| Lygdame, Apollons överstepräst                                         | basse-taille (basbaryton) | Moreau                                          |
| En palatsvakt                                                          | basse-taille (basbaryton) | Châteaufort                                     |
| Oraklet                                                                | basse-taille (basbaryton) | Châteaufort                                     |
| En prästinna                                                           | sopran                    | Anne-Marie-Jeanne Gavaudan (den äldre)          |
| Ett barn                                                               | sopran                    | Mlle Desforges                                  |
| Chorus: Präster, prästinnor, unga flickor, folk från Thrakien, krigare |                           |                                                 |

## Sources
- Original libretto on Google Books
- Basil Deane, Cherubini, Oxford University Press, 1965
- Edward Joseph Dent The Rise of Romantic Opera (Cambridge University Press, 1979 edition)